# Dark Hedges
The Dark Hedges (en español: hayas oscuras) es una avenida de hayas a lo largo de la carretera Bregagh entre Armoy y Stranocum en el Condado Antrim, Irlanda del Norte. Los árboles forman un túnel atmosférico que ha sido utilizado como ubicación en la serie de HBO Juego de Tronos, convirtiéndose en una atracción turística.

## Orígenes
En 1775 aproximadamente James Stuart construyó una casa nueva, llamada la Mansión Gracehill en honor a su mujer Grace Lynd. Se plantaron más de 150 hayas a lo largo de la carretera de entrada a la propiedad, para crear una sensación de grandiosidad.

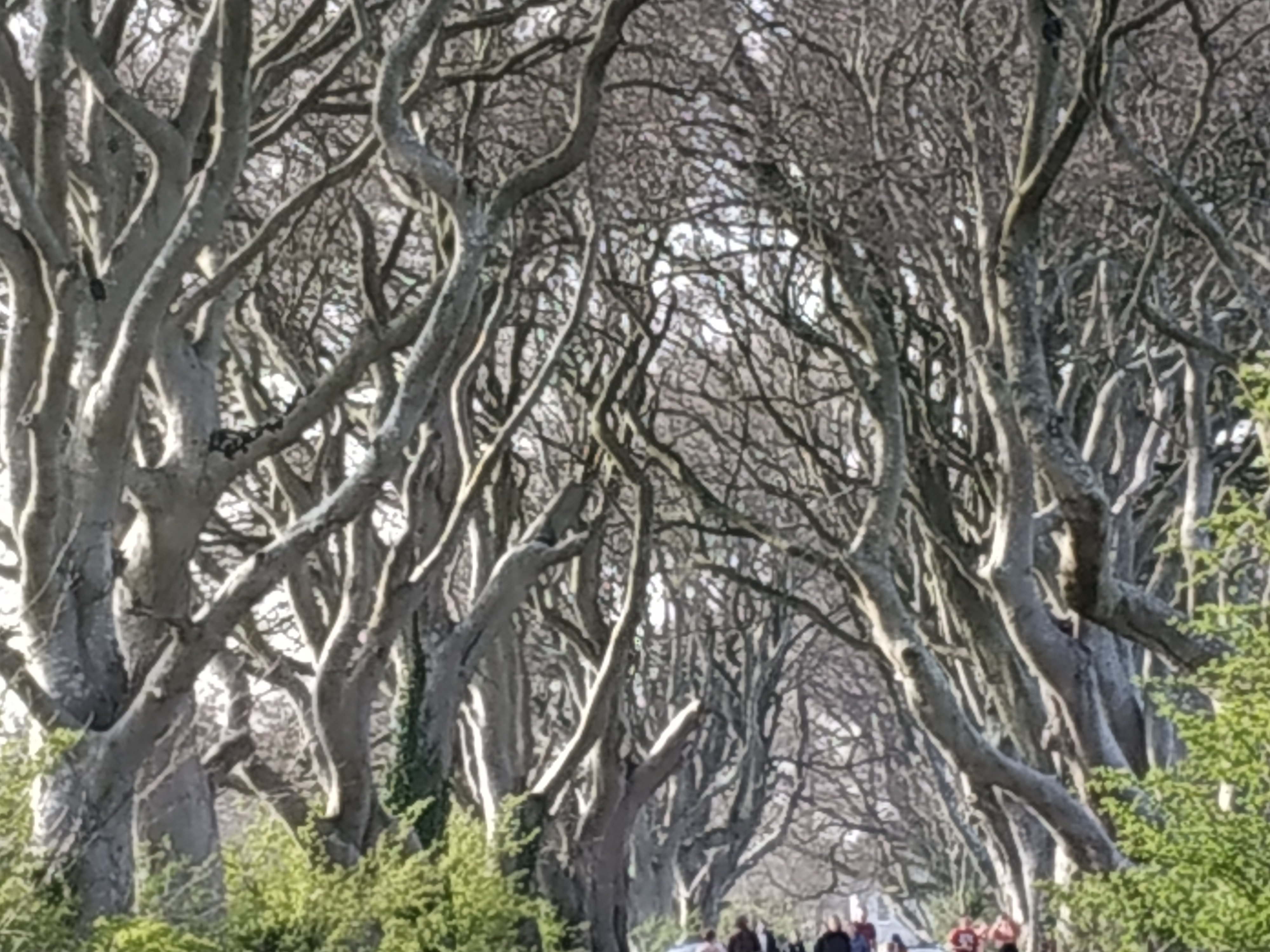
Camino de hayas oscuras.

## Leyenda
Según la leyenda, los árboles son visitados por el fantasma de la señora Grey, quién transita la carretera y se mueve de árbol en árbol. La leyenda dice que podría ser el espíritu de la hija de James Stuart ("Cross Peggy"), una de las sirvientas de la casa que murió misteriosamente o el espíritu de una tumba abandonada bajo el campo. En esta última versión, en Halloween sería visitado por otros espíritus que fueron enterrados allí.

## Grabación
The Dark Hedges fueron utilizados como lugar de grabación para la "The King's Road" en la serie de televisión Juego de Tronos. Los árboles también han sido utilizados para la saga Transformers y su película El Último Caballero de 2017.

## Estado y conservación
En 2004, se llevó a cabo una orden de conservación para preservar los árboles y habilitar su mantenimiento, y en 2009  se fundó la Dark Hedges Preservation Trust. De los 150 árboles originalmente plantados por la familia Stuart, quedaban aproximadamente 90 en 2016. Una encuesta en 2014 reveló que los árboles están en varios estados de salud y se encuentran en riesgo debido al mal clima. Dos árboles se destruyeron, y uno fue dañado por la tormenta Gertrude en enero de 2016. Otro árbol se vino abajo durante la tormenta Doris en febrero de 2017.  Debido a que el número de visitantes han aumentado, ha crecido la preocupación sobre el tráfico vehicular que daña las raíces de los árboles, así como problemas de grafitis y la colocación de eslóganes sectarios en los árboles. La Woodland Trust ha declarado que los niveles de tráfico alto podrían dañar los árboles, los cuales se están pudriendo superficialmente y podrían durar menos de veinte años. En 2017 el Departamento de Infraestructura anunció que planea cerrar la carretera a tráfico, debido a que el número de visitantes causa degradación y posibles daños al sitio.
Hay aparcamiento libre disponible en el hotel local. El sitio está incluido en una lista de los 12 mejores viajes de carretera de Reino Unido e Irlanda.

## Lectura adicional
- Barker, Hugh (10 de abril de 2012). Hedge Britannia: A Curious History of a British Obsession. London, U.K.: Bloomsbury USA. ISBN 9781408801864.